# Аркан (система)
«Аркан» — інтегрована міжвідомча автоматизована система обміну інформацією з питань контролю осіб, транспортних засобів та вантажів, які перетинають державний кордон.
Суб'єктами системи «Аркан» є Адміністрація Державної прикордонної служби України, Служба безпеки України, Служба зовнішньої розвідки України, Міністерство внутрішніх справ України, Державна фіскальна служба, Міністерство закордонних справ України, Міністерство праці та соціальної політики України.
Розпорядником системи «Аркан» є Адміністрація Державної прикордонної служби України (далі — Адміністрація Держприкордонслужби).
Система «Аркан» створюється з метою своєчасного, достовірного та функціонально повного інформаційно-аналітичного забезпечення діяльності суб'єктів системи стосовно здійснення ними заходів із запобігання і недопущення в'їзду в Україну або виїзду з України осіб, яким згідно із законодавством не дозволяється в'їзд в Україну або яких тимчасово обмежено в праві виїзду з України, у тому числі згідно з дорученнями правоохоронних органів, розшуку в пунктах пропуску через державний кордон осіб, які переховуються від органів дізнання, слідства та суду, ухиляються від відбуття кримінальних покарань, припинення протиправної діяльності фізичних і юридичних осіб, які незаконно переправляють мігрантів в Україну або транзитом переміщують їх через територію України, посилення контролю за додержанням правил в'їзду, виїзду, перебування в Україні іноземців та осіб без громадянства, а також виконання інших завдань у правоохоронній сфері згідно із законодавством.

Наказ Адміністрації Державної прикордонної служби України, Державної митної служби України, Державної податкової адміністрації України, Міністерства внутрішніх справ України, Міністерства закордонних справ України, Міністерства праці та соціальної політики України, Служби безпеки України, Служби зовнішньої розвідки України від 3 квітня 2008 року N 284/287/214/150/64/175/266/75.

## Бази даних які входять в систему
- Служба безпеки України: Відомості про осіб, яким СБУ заборонено в'їзд в Україну, Відомості про осіб, стосовно яких є доручення СБУ, Відомості про транспортні засоби, стосовно яких є доручення СБУ;

- Служба зовнішньої розвідки України: Відомості про осіб, стосовно яких є доручення СЗРУ;

- Міністерство внутрішніх справ України: Відомості про осіб, яким МВС заборонено в'їзд в Україну, Відомості про осіб, стосовно яких є доручення МВС, Відомості про втрачені, викрадені та оголошені недійсними документи, що дають право на виїзд з України та в'їзд в Україну, Відомості про транспортні засоби, що перебувають у розшуку, Відомості про фізичних осіб, які перебувають у розшуку, Відомості про транспортні засоби, зареєстровані в Україні, у тому числі на підставі виданих митними органами посвідчень на право реєстрації та вантажних митних декларацій, Відомості про викрадені предмети культурної спадщини, Відомості про транспортні засоби, стосовно яких є доручення МВС;

- Державна прикордонна служба України: Відомості про осіб, яким органами охорони державного кордону заборонено в'їзд в Україну; Відомості про осіб, стосовно яких виконано доручення правоохоронних органів, у тому числі СБУ і МВС ; Відомості про вилучені, утрачені, викрадені та оголошені недійсними документи, що дають право на виїзд/в'їзд в Україну; Відомості про затримані транспортні засоби, які перебувають у розшуку; Відомості про документи, видані установами МЗС і МВС, у яких виявлено несправності під час здійснення паспортного контролю; Відомості про візи, видані установами МЗС, у яких виявлено несправності під час здійснення паспортного контролю; Відомості про осіб, які перетнули державний кордон; Відомості про осіб, яким органами охорони державного кордону відмовлено у перетинанні державного кордону; Відомості про осіб, яких затримано за організацію незаконного переміщення через державний кордон; Відомості про осіб, стосовно яких органами дізнання Держприкордонслужби порушено кримінальні справи; Відомості про іноземців та осіб без громадянства, які не виїхали з України по закінченні строку перебування в Україні; Відомості про транспортні засоби, стосовно яких виконано доручення СБУ і МВС;

- Міністерство закордонних справ України: Відомості про втрачені, викрадені та оголошені недійсними документи громадян України для виїзду за кордон, видані МЗС, дипломатичними представництвами та консульськими установами України за кордоном; Відомості про документи, що дають право на в'їзд та виїзд з України, оформлені МЗС та дипломатичними представництвами і консульськими установами України за кордоном; Відомості про іноземців та осіб без громадянства, яким оформлено візи для в'їзду в Україну; Відомості про іноземців та осіб без громадянства, яким оформлено дозволи на перебування в Україні;

- Органи митниці: Інформація про митне оформлення транспортних засобів, які перетинають митний кордон; Інформація про перетинання вантажами митного кордону; Відомості про порушників митного законодавства;

- Державна податкова адміністрація України: Відомості про юридичних та фізичних осіб — підприємців, які перебувають на податковому обліку (з метою перевірки правових підстав в'їзду і реєстрації іноземців та осіб без громадянства); Відомості про осіб, стосовно яких є доручення ДПА.